# Вититнево
Вити́тнево   (Вититново, Ветитнево)— деревня  в  Смоленской области России,  в Ельнинском районе. Население – 12 жителей (2007 год)   Расположена в юго-восточной части области  в 22 км к северо-востоку от города Ельня. В 9 км южнее деревни железнодорожная станция Коробец на линии Смоленск  - Сухиничи. Входит в состав Мазовского сельского поселения.

## История
В годы Великой Отечественной войны деревня была местом ожесточённых боёв и дважды была оккупирована гитлеровскими войсками. 1-й раз в июле 1941 года (освобождена в ходе Ельнинской операции), 2-й раз в октябре 1941 года (освобождена в ходе Ельнинско-Дорогобужской операции в 1943 году).  Была освобождена 68-й армией,.

## Известные уроженцы
- Демченков, Иван Дмитриевич (1926—2016) — советский шахтёр, проходчик шахты № 12 комбината «Новомосковскуголь» Тульской области, Герой Социалистического Труда.